# ورس-سور-سوموآ
شهر ورس-سور-سوموآ (به فرانسوی: Vresse-sur-Semois) در شهرستان دینان (بلژیک)  در استان نمور  در منطقه فدرال والوون در کشور بلژیک واقع شده‌است.